# Cleveland Rockers 2002
La stagione 2002 delle Cleveland Rockers fu la 6ª nella WNBA per la franchigia.
Le Cleveland Rockers arrivarono settime nella Eastern Conference con un record di 10-22, non qualificandosi per i play-off.

## Roster
| N° | Naz.                   | Ruolo | Sportivo          | Anno | Alt. | Peso |
| -- | ---------------------- | ----- | ----------------- | ---- | ---- | ---- |
| 5  | Stati Uniti (bandiera) | A     | Deanna Jackson    | 1979 | 188  | 70   |
| 7  | Stati Uniti (bandiera) | G     | Brandi McCain     | 1979 | 160  | 61   |
| 8  | Stati Uniti (bandiera) | C     | Chasity Melvin    | 1976 | 191  | 84   |
| 9  | Francia (bandiera)     | AC    | Lucienne Berthieu | 1978 | 188  | 85   |
| 11 | Stati Uniti (bandiera) | G     | Tricia Bader      | 1973 | 163  | 57   |
| 12 | Belgio (bandiera)      | AC    | Ann Wauters       | 1980 | 193  | 88   |
| 14 | Australia (bandiera)   | A     | Penny Taylor      | 1981 | 185  | 76   |
| 21 | Stati Uniti (bandiera) | G     | Jennifer Rizzotti | 1974 | 168  | 66   |
| 23 | Portogallo (bandiera)  | A     | Mery Andrade      | 1975 | 185  | 77   |
| 25 | Stati Uniti (bandiera) | G     | Merlakia Jones    | 1973 | 175  | 67   |
| 31 | Stati Uniti (bandiera) | C     | Paige Sauer       | 1977 | 193  | 92   |
| 34 | Stati Uniti (bandiera) | A     | Rushia Brown      | 1972 | 188  | 79   |
| 47 | Stati Uniti (bandiera) | C     | Tracy Henderson   | 1974 | 191  | 91   |

## Staff tecnico
- Allenatore: Dan Hughes
- Vice-allenatori: Lisa Boyer, Janice Lawrence
- Preparatore atletico: Georgia Fischer